# Belagerung von Bonn (1673)
Solebay – Erste Schooneveld – Zweite Schooneveld – Maastricht – Texel – Bonn – Sinsheim – Seneffe – Enzheim – Türkheim – Sasbach – Konzer Brücke – Stromboli – Augusta – Palermo – Philippsburg – Maastricht – Valenciennes – Tobago – Cassel – Kokersberg –  Freiburg – Ypern – Rheinfelden – Saint-Denis
Die Belagerung von Bonn ereignete sich vom 3. bis 12. November 1673 im Rahmen des Holländischen Krieges.

## Vorgeschichte und Verlauf

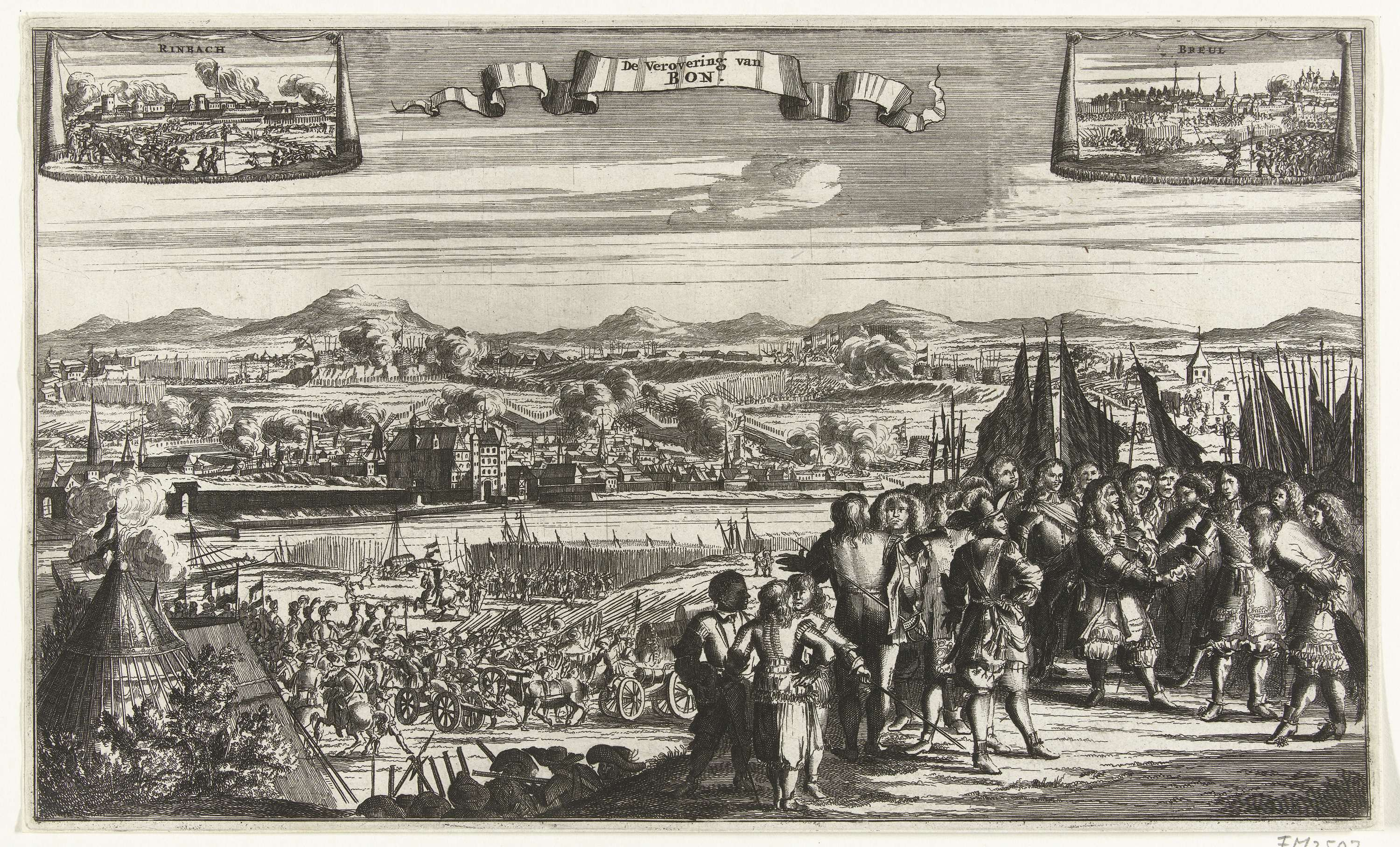
Belagerung Bonns im Jahr 1673

Die Stadt war Hauptlandesfestung der Verbündeten Kurköln und Frankreich. Nachdem der katholische Kaiser Leopold I. lange gezögert hatte, wegen französischer Eroberungen deutscher Städte (Wesel, Rheinbergen, Emmerich, Rees, Soest und Höxter) sich in Allianz mit den protestantischen niederländischen Generalstaaten gegen den französischen König Ludwig XIV. zur Wehr zu setzen, war wohl die Einnahme Colmars (Elsass) und vor allem Triers (August 1673), die Landeshauptstadt des kaisertreuen Kurfürsten Karl Kaspar von der Leyen, ausschlaggebend dafür, die frankreichfreundliche Politik aufzugeben. Nach dem Angriff Frankreichs auf die Spanischen Niederlande, die Republik der Niederlande und die genannten deutschen Städte, richtete sich die erste große Offensive des Kaisers, der Spanier und der Holländer für die Franzosen völlig überraschend gegen Bonn. Nach einigen Niederlagen war die französische Armee bereits auf dem Rückzug, als Truppen aus den Niederlanden unter Wilhelm III., aus Spanien und aus dem Heiligen Römischen Reich unter dem kaiserlichen Heerführer Raimondo Montecuccoli in Richtung Bonn vorrückten, um den Franzosen ihre Versorgungswege über den Rhein abzuschneiden.
Der Kölner Kurfürst und Erzbischof Maximilian Heinrich floh aus seiner Residenzstadt Bonn nach Köln.
Am 3. November 1673 erreichte eine Vorhut der kaiserlichen Truppen unter dem Obristen Ottone Enrico del Caretto, Marquis di Grana, Plittersdorf bei Bonn. Am 8. November begann man mit dem Beschuss der Stadt. Die Besatzung von Bonn unter ihrem Kommandanten, dem Brigadier Ravillon, und dem Obristwachtmeister und Kurkölner Stadtkommandanten von Landsberg kapitulierte am 12. November 1673. Sie erhielt freien Abzug und zog inklusive zweier Kanonen nach Neuss und Königswerth. Neuer Kommandeur wurde der Marquis von Grana.

## Folgen
Infolge der Eroberungen sahen sich der Kurfürst von Köln und der Fürstbischof von Münster zu Friedensverhandlungen mit den Niederlanden gezwungen. Am 22. April 1674 schloss Münster Frieden, am 11. Mai 1674 Kurköln. Frankreich verlor nicht nur zwei Verbündete, sondern konnte seine Truppen in den Niederlanden nicht mehr über den Rhein versorgen. Nach etlichen Brandschatzungen zogen sie sich zurück. Auch England war nun nicht mehr an einem Krieg mit den Holländern interessiert und begann mit Friedensverhandlungen.
Bei ihrem Abzug mussten die Franzosen auch eine moderne Schiffsbrücke (Gierponte) in Bonn zurücklassen.

## Bekannte Opfer
- Kurt Christoph von Königsmarck, schwedischer Reichsfeldzeugmeister und holländischer Generalleutnant